# Miyamoto Masakatsu
Miyamoto Masakatsu (4 tháng 7 năm 1938 - 7 tháng 5 năm 2002) là một cầu thủ bóng đá người Nhật Bản.

## Đội tuyển bóng đá quốc gia Nhật Bản
Miyamoto Masakatsu thi đấu cho đội tuyển bóng đá quốc gia Nhật Bản từ năm 1958 đến 1971.

## Thống kê sự nghiệp
| Đội tuyển bóng đá Nhật Bản | Đội tuyển bóng đá Nhật Bản | Đội tuyển bóng đá Nhật Bản |
| Năm                        | Trận                       | Bàn                        |
| -------------------------- | -------------------------- | -------------------------- |
| 1958                       | 1                          | 0                          |
| 1959                       | 8                          | 0                          |
| 1960                       | 1                          | 0                          |
| 1961                       | 6                          | 0                          |
| 1962                       | 7                          | 0                          |
| 1963                       | 4                          | 0                          |
| 1964                       | 1                          | 0                          |
| 1965                       | 2                          | 1                          |
| 1966                       | 5                          | 0                          |
| 1967                       | 1                          | 0                          |
| 1968                       | 2                          | 0                          |
| 1969                       | 2                          | 0                          |
| 1970                       | 0                          | 0                          |
| 1971                       | 4                          | 0                          |
| Tổng cộng                  | 44                         | 1                          |